# 王刚 (人艺演员)
王刚，中国北京人民艺术剧院话剧演员，国家二级演员，毕业于北京艺术学校。代表作品《茶馆》、《天下第一楼》，電視代表作品《三国演义》的凌统、《东周列国春秋篇》的公孙子都。

## 表演作品

### 话剧作品
- 1986年话剧《第二次世界大战中的帅克》饰 布莱德·施耐得
- 1989年话剧《雷雨》 饰 鲁大海
- 1992年话剧《虎符》 饰 朱亥
- 话剧《茶馆》 饰 二德子，小二德子
- 话剧《天下第一楼》中饰罗大头
- 话剧《万家灯火》 饰 肉轱辘
- 话剧《赵氏孤儿》 饰 魏绛
- 话剧《李白》 饰 郭子仪

### 电视剧作品
- 《三国演义》 ——凌统（第二部）
- 《东周列国春秋篇》 ——子都